# Sagabiografen i Mjölby
Sagabiografen i Mjölby invigdes den 2 december 1942. Med på invigningen var bland andra arkitekten Gunnar Påhlman och andra som hade arbetat med biografen. Inredningen är väl bevarad och bland rariteterna finns: neonskylten uppe på baldakinen utanför biografen; biljettkassan tillverkad av ädelträ i foajén; salongsdörrarna beklädda med intarsiateknik från lokalt företag; armaturen i form av tidstypiska blommotiv; träfiberbeklädda väggar för akustiken.